# Västra Gymnasiehuset

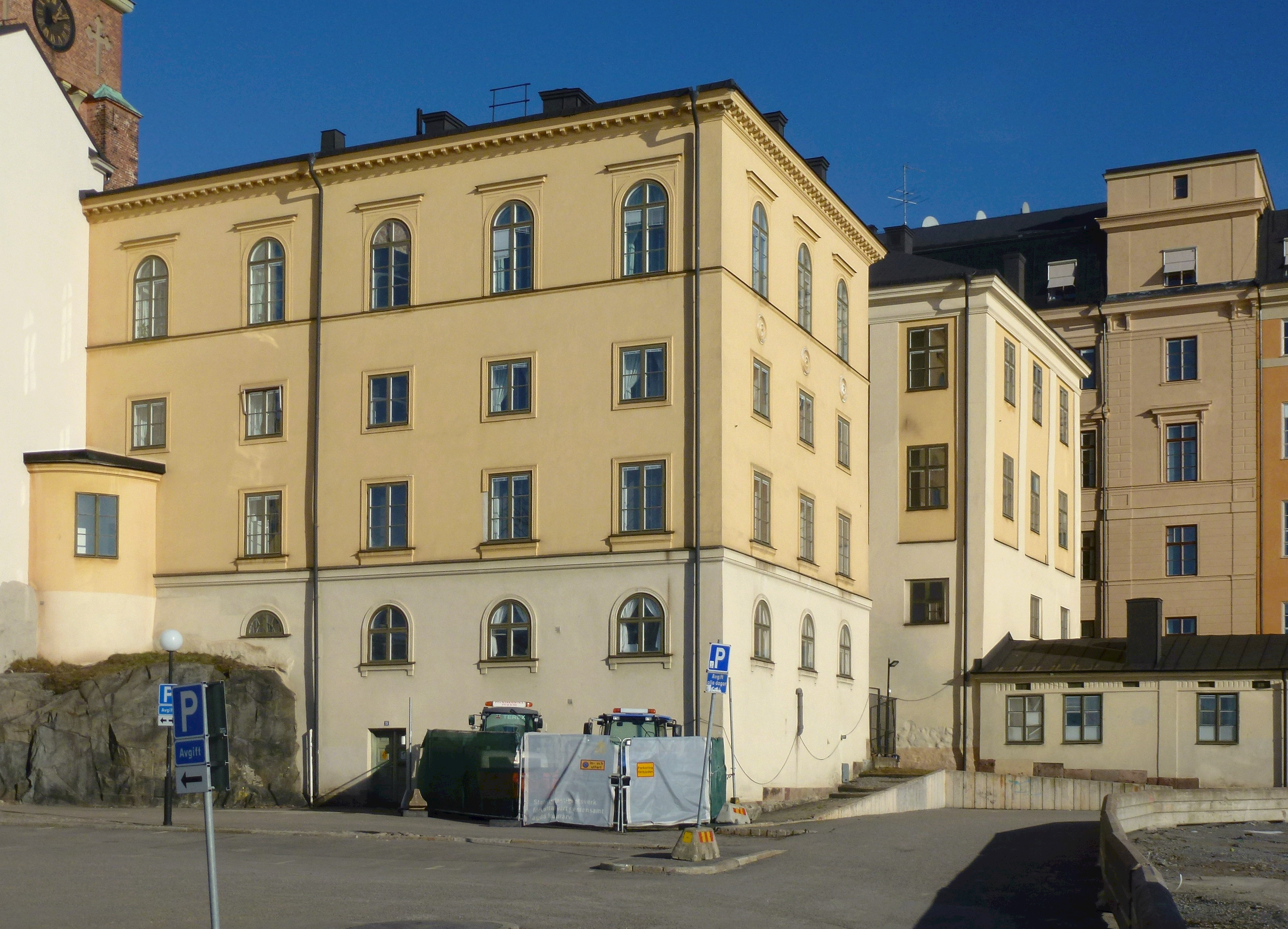
Västra Gymnasiehuset, februari 2015.

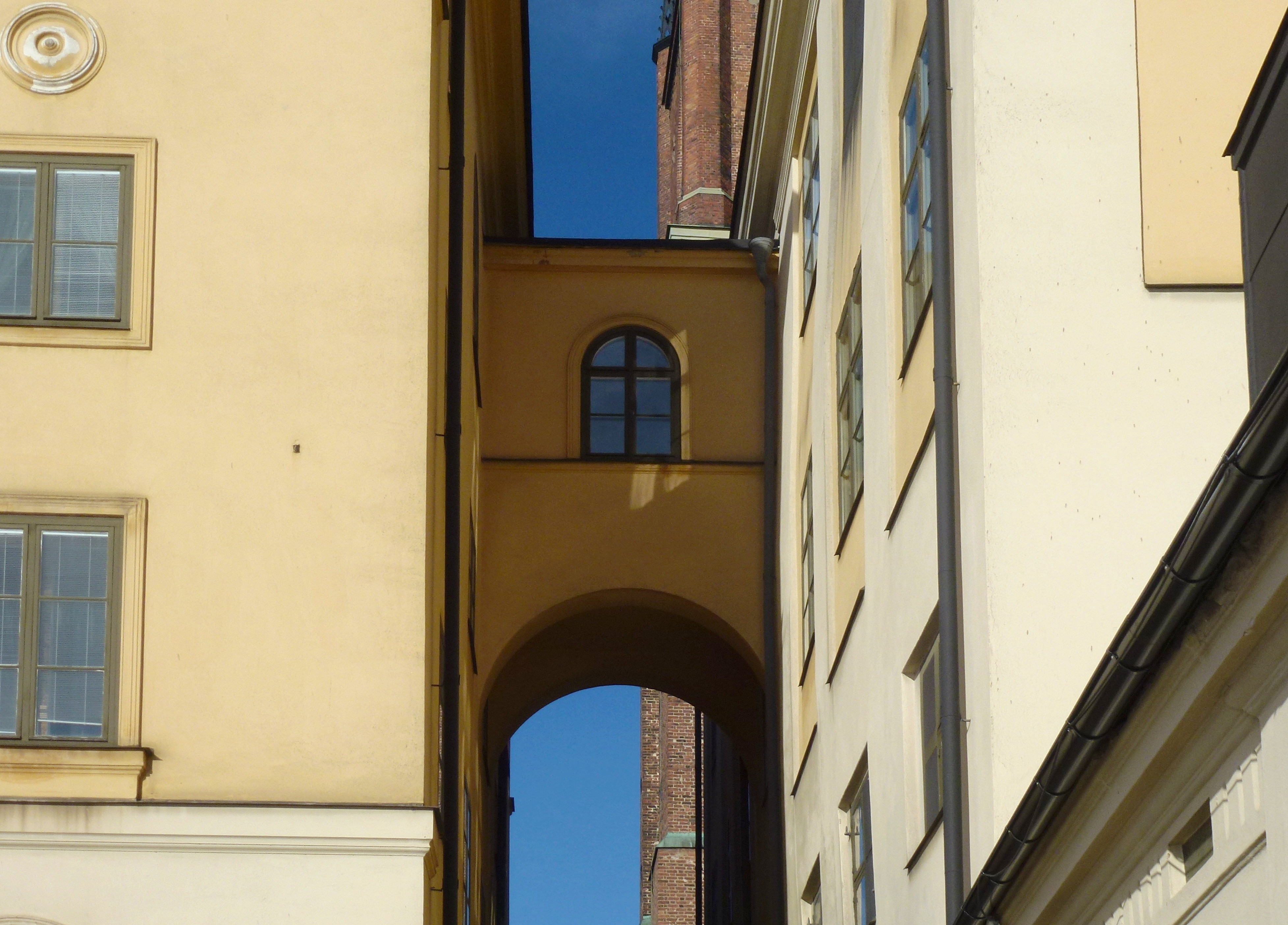
Förbindelsegången.

Västra Gymnasiehuset är en byggnad på Riddarholmen i centrala Stockholm. Västra Gymnasiehuset byggdes ursprungligen 1635, har sedan byggts om ett flertal gånger och är sedan 1935 ett statligt byggnadsminne.

## Historik
Byggnadens äldsta delar härrör från 1635. År 1806 byggdes det om och fungerade då som fatbur (klädförråd) för Stockholms slott. År 1814 byggdes huset om för Stockholms Stor- eller Katedralskola, och kallades från och med 1821 Stockholms gymnasium. Mellan åren 1846 och 1854 byggdes Västra och Östra Gymnasiehuset om för gymnasiet efter ritningar av arkitekt Johan Fredrik Åbom. Samtidigt tillkom förbindelsegången mellan husen. År 1948 inreddes byggnaden för Riksrevisionsverket. Fram till den 31 augusti 2016 hade Marknadsdomstolen (1972-2016) sin verksamhet, inklusive huvudförhandlingar, i Västra Gymnasiehuset. Därefter övertogs lokalerna av Svea hovrätt.